# Феникс (крейсерское судно)
«Феникс» — крейсерское судно с парусным вооружением бригантины Черноморского флота Российской империи, находившееся в составе флота с 1787 по 1803 год, участник в войны с Турцией 1787—1791 годов, в том числе сражений у Фидониси и у мыса Калиакрия, а также войны с Францией 1798—1800 годов. Во время службы судно неоднократно участвовало в крейсерских и практических плаваниях, использовалось для перевозки войск, в качестве транспортного и конвойного судна.

## Описание судна
Двухмачтовое крейсерское судно с парусным вооружением бригантины. Длина судна составляла 24,4 метра, ширина — 7,3 метра, а осадка — 2,9 метра. Вооружение судна состояло из 12 пушек, экипаж — 52 человека.
Судно было одним из девяти парусных и парусно-гребных судов Российского императорского флота, носивших это наименование. В составе Балтийского флота также несли службу одноимённые галеры 1719, 1728 и 1741 годов постройки, шнява 1705 года постройки и бриги 1805, 1811 и 1828 годов постройки, а в составе Азовского флота — брандер 1704 года постройки.

## История службы
В 1787 году судно было куплено Россией в Греции и вошло в состав Черноморского флота. Осенью 1787 года перешло из Таганрога в Керчь, а затем в Севастополь.
Участвовало в войне с Турцией 1787—1791 годов. Летом 1788 года судно под командованием мичмана  Г. Н. Бенардаки, в составе эскадры контр-адмирала графа М. И. Войновича, выходило в море на поиск неприятеля. 3 (14) июля 1788 года бригантина участвовала в первом морском сражении русско-турецкой войны 1787—1791 годов у Фидониси между флотами России и Османской империи. В 1789 году в составе отрядов и эскадр неоднократно выходила в море на поиск турецких судов.
В апреле 1790 года судно доставило из Херсона в Севастополь припасы и материалы. В мае 1790 года с эскадрой контр-адмирала Ф. Ф. Ушакова, наряду с другими крейсерскими судами, осуществляла поиск турецких судов, участвовала в блокаде Анапы, в сражении у Керченского пролива (находилось в резерве). В августе 1790 года в сражении у острова Тендра взяла в плен 10 пушечную турецкую бригантину. В октябре конвоировала пленные турецкие суда в Днепровский лиман к Очакову. В ноябре, вместе с крейсерским судном «Климент папа Римский» было послано в крейсерство к румелийскому берегу в район Варна — м. Калиакрия. У Варны они взяли в плен два турецких судна «Сакалева» и «Тумбаз» (при взятии затоплено), затем вернулись в Севастополь и привели туда пленное судно «Сакалева». В апреле 1791 года суда вновь ходили на поиск турецких судов к берегам Тавриды, а затем к анатолийскому берегу — от Синопа до Константинополя. 1 (12) апреля потопили два турецких судна. В июле судно в составе эскадры Ф. Ф. Ушакова выходило в море. 31 июля (11 августа) 1791 года участвовало в сражении у мыса Калиакрии.
В 1794 году «Феникс» под командованием мичмана С. А. Велизария с эскадрой находился в практическом плавании в Чёрном море, а в 1795—1797 годах — в Чёрном и Азовском морях.
В войне с Францией 1798—1800 годов судно под командованием лейтенанта Л. Ф. Морского использовался как транспортное судно. В ноябре 1798 года судно прибыло из Севастополя к Корфу с провиантом для эскадры вице-адмирала Ф. Ф. Ушакова. В декабре 1798 года доставила в Авпону требования Ф. Ф. Ушакова к Ибрагим-паше направить турецкие войска для штурма Корфу, блокируя крепость. В начале 1799 года судно находилось с эскадрой у Корфу, конвоируя транспортные суда с пленными французами, зашла в Мессину и прибыла в Тулон. В 1801 и 1802 бригантина плавала между портами Чёрного моря.
В 1803 году судно находилось под командованием лейтенанта С. С. Карачинского при николаевском порте, разобрано после 1803 года в Николаеве.

## Командиры крейсерского судна
Командирами крейсерского судна «Феникс» в составе Российского императорского флота в разное время служили:
- мичман  Г. Н. Бенардаки (1788—1791)[5];
- мичман С. А. Велизарий (1794—1798)[8];
- лейтенант Л. Ф. Морской (1797—1802)[9];
- лейтенант С. С. Карачинской (1803)[10].

## Память
В 2015 году компания Мастер-Корабел (ООО «Милания») выпустила набор для самостоятельной сборки деревянной модели судна «Феникс».